# Port lotniczy Albrook „Marcos A. Gelabert”
Port lotniczy Albrook „Marcos A. Gelabert” – jeden z panamskich portów lotniczych, zlokalizowany w stolicy kraju – Panamie.